# Siddiq Barmak
Siddiq Barmak (Panjshir, 7 settembre 1962) è un produttore cinematografico, sceneggiatore e regista cinematografico afghano.
È considerato una delle figure più celebri e rivoluzionarie del cinema afghano.
Con il film Osama, ha raggiunto il successo e vinto il Golden Globe per il miglior film straniero nel 2004.

## Biografia

### Infanzia e formazione
Nato nella provincia del Panjshir, Siddiq Barmak trascorre tutta la giovinezza nella capitale afghana Kabul. Nonostante la povertà in cui da sempre vive la sua famiglia, lavorando la sera, Siddiq riesce a completare il ciclo di studi fino alla scuola superiore.
In seguito, per poter inseguire la sua passione per il cinema e l'arte, si trasferisce a Mosca, in Russia, dove ottiene una borsa di studio e può studiare nonostante non abbia le possibilità economiche.
All'Università di Mosca si laurea in arte cinematografica con il massimo dei voti, e torna per lavorare come regista in Afghanistan.

### I primi anni
Dal 1992 al 1996 Barmak è stato capo dell'Organizzazione Cinematografica Afghana: tuttavia, con l'ascesa al potere dei talebani, qualsiasi arte compreso il cinema viene bandita, l'organizzazione viene chiusa, e Barmak viene addirittura esiliato e mandato in Pakistan.
Solo alla caduta del regime nel 2001, Barmak può ritornare in Afghanistan, dove rifonda l'Organizzazione Cinematografica e crea anche la Buddha Film Organisation, un'organizzazione cinematografica pacifista. Tuttavia, purtroppo, tutti i lungometraggi realizzati dal regista prima della presa di potere dei talebani sono stati confiscati dal regime e distrutti, e perciò oggi sono andati perduti.
Per realizzare il suo capolavoro Osama, Barmak ha dovuto investito quasi tutti i propri risparmi, che però non sono bastati, e ai quali perciò sono stati aggiunti ulteriori finanziamenti inviati da produttori di tutto il mondo, tra cui statunitensi, giapponesi e irlandesi.

### Il successo
Per Osama, Barmak, tra i moltissimi riconoscimenti ottenuti, ha ricevuto la "Medaglia d'oro Fellini" da parte dell'UNESCO, per essere stato il primo a rappresentare e denunciare in un'opera la pratica afghana ancora vigente del Bacha posh. Fra l'altro Osama si tratta del primo film realizzato in Afghanistan dopo alla caduta del regime talebano.
Nel 2008 Barmak torna alla regia, per dirigere il lungometraggio Opium War, che narra delle tragiche tensioni tra Stati Uniti, Russia e Afghanistan dopo la conquista di quest'ultimo da parte degli americani. Per esso, Barmak vince il Marc'Aurelio d'oro per il miglior film al Festival del Cinema di Roma del 2008.

## Cause politiche e sociali
Siddiq Barmak ha dichiarato che, attraverso i suoi film e sceneggiature, ha sempre avuto intenzione di denunciare aspetti importanti e scottanti del suo Paese natale, l'Afghanistan. Primo fra tutti vi è il repressivo regime talebano, che ha reso la condizione delle donne drammatica dagli anni '90 ad oggi. Altro tema importante sono i drammi che i continui domini e conquiste da parte di Stati stranieri hanno causato all'Afghanistan.

Al Giffoni Film Festival, Barmak ha infatti dichiarato:
"È molto importante per il nostro cinema parlare della società afgana. Il cinema è molto potente. Al momento, ancora, l’85% degli afgani sono analfabeti, non possono dunque leggere libri o giornali. Quindi il potere delle immagini può essere veramente grande e aiutare la gente a comprendere ciò che accade.

Nel caso di Osama, ad esempio, ho cambiato il titolo e il finale, che altrimenti sarebbero stati troppo ottimistici e idealisti. Nel primo finale le donne riuscivano a fuggire e a realizzare i loro sogni. Tuttavia, montando il film, mi sono reso conto che le donne afgane non hanno ancora ottenuto la libertà, e la bambina, che rappresenta la parte femminile della società afgana, vive ancora rinchiusa in casa come in una prigione. Dopo 23 anni di guerra, naturalmente, le cose non cambiano in una notte: c’è bisogno di almeno quattro, cinque o anche dieci anni perché le cose cambino davvero."
Siddiq Barmak è un fervido sostenitore dei diritti delle donne e un attivo oppositore del regime.
Barmak è anche direttore dell'Afghan Children Education Movement (ACEM), un'associazione atta a promuovere l'alfabetizzazione, le arti e la cultura ai bambini. Inoltre l'associazione funge anche da scuola che forma giovani attori e registi del cinema afghano emergente. L'ACEM è supportata dall'UNESCO.

## Filmografia

### Regista
- Divar (1984)
- Circle (1985)
- Bigana (1987)
- Osama (2003)
- Opium War (2008)
- The Postman (2018)

### Sceneggiatore
- Khākistar o khāk (2004)
- The Pass (2025)

### Produttore
- The Forbidden Reel (2019) - documentario

## Riconoscimenti[14]
- Golden Globe
  - 2004 - Miglior film straniero per Osama[15]
  - 2008 - Candidatura per il miglior film straniero per Opium War

- Festival di Cannes
  - 2004 - Golden Camera per Osama
  - 2004 - Cannes Junior Award per Osama
  - 2004 - AFCAE Award per Osama
  - 2005 - Candidatura per il Prix du scénario per Earth and Ashes
  - 2008 - Candidatura per la Palma d'oro per Opium War

- Festa del Cinema di Roma
  - 2008 - Marc'Aurelio d'oro per il miglior film per Opium War

- Valladolid International Film Festival
  - 2004 - Miglior film per Osama